# Ouragan Ian
Pour les articles homonymes, voir Cyclone tropical Ian.
L'ouragan Ian est la neuvième tempête tropicale nommée, le quatrième ouragan et deuxième ouragan majeur de la saison des ouragans de l'Atlantique 2022. Il est issu d'une onde tropicale suivie par le National Hurricane Center depuis l'Atlantique tropical à l'est des Petites Antilles le 19 septembre. Deux jours plus tard, le système est entré dans la mer des Caraïbes où il a apporté des vents et de fortes pluies sur les îles ABC, Trinité-et-Tobago et les côtes nord de l'Amérique du Sud. Il s'est transformé en tempête tropicale (nommée Ian) le 23 septembre et celle-ci s'est intensifiée en ouragan de catégorie 1 à l'approche des îles Caïmans le 26 avant de passer rapidement à la catégorie 3 et toucher terre dans l'ouest de Cuba le 27.
Après un léger affaiblissement sur terre, son retour sur le golfe du Mexique lui a permis de passer à la catégorie 5 avant de frapper la côte ouest de la Floride à la catégorie 4 le 28 septembre. Traversant l'État, Ian s'est affaibli à tempête tropicale mais a repris de la vigueur en passant sur le Gulf Stream en direction de la Caroline du Sud où il a touché terre une troisième fois en tant qu'ouragan de catégorie 1 le 30 septembre avant de devenir une forte tempête post-tropicale qui s'est dissipée en se dirigeant vers l'intérieur des terres.
Ian a causé des dégâts importants à Cuba mais catastrophiques en Floride et dans les Carolines. Les inondations ont particulièrement touché les villes de Fort Myers Beach et de Naples en Floride. Des millions de personnes se sont retrouvées sans électricité et plusieurs ont été contraints de se réfugier sur leurs toits pour fuir les flots. En plus des dégâts, les îles barrière de Sanibel et de Pine Island ont été coupées du reste de la Floride quand leur pont ou chaussée ont été coupés. Au 1er novembre 2022, on comptait au moins 148 morts et un certain nombre de personnes manquaient à l'appel. Le nombre de morts aux États-Unis (143) fait de l'ouragan Ian le 22e ouragan le plus meurtrier de l'histoire du pays selon le National Weather Service.
Les dommages selon l'organisme Risk Management Solutions est de plus de 67 milliards $US et la NOAA estime les pertes à environ 113 milliards $US. Le 29 mars 2023, lors de la 45e session annuelle du comité des cyclones tropicaux de l'Organisation météorologique mondiale (OMM), le nom Ian a été officiellement retiré des listes futures à cause de ses dégâts.

## Évolution météorologique

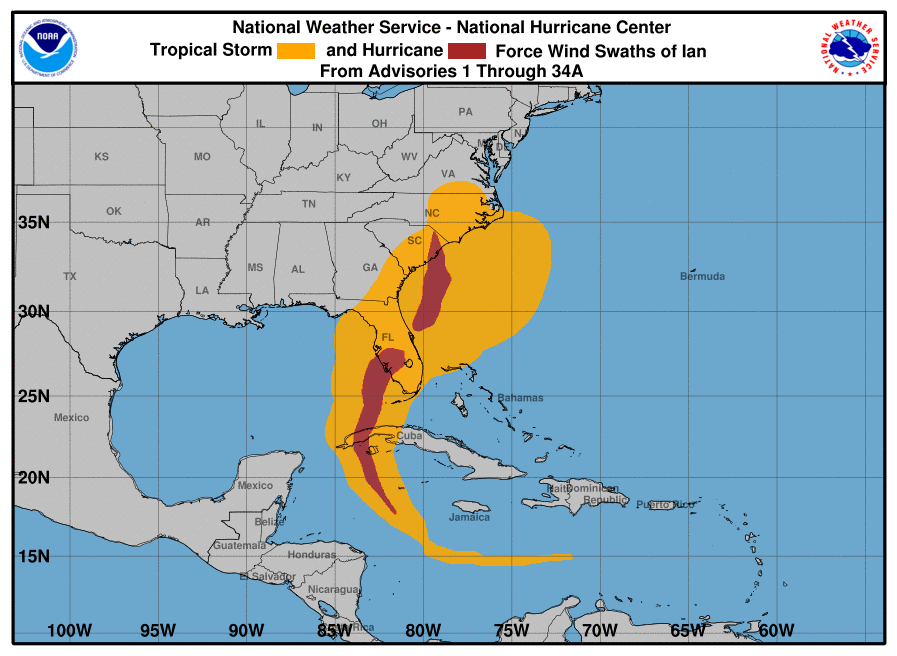
Corridor de vents de tempête (orange) et d'ouragan (rouge).

Boucle satellite de l'ouragan quittant Cuba.

Ian touchant la Floride.

Ian touchant la Caroline du Sud.

Le 19 septembre, le NHC a commencé à suivre une onde tropicale à l'est des Petites Antilles. Deux jours plus tard, elle est entrée sur le sud-est de la mer des Caraïbes, où furent signalées des rafales et de fortes pluies sur les îles ABC et sur la côte nord de l'Amérique du Sud le 22 septembre. Un fort cisaillement du vent en altitude dans le sillage de l'ouragan Fiona inhibait le développement d'un système en surface. Tôt le 23, la convection avait cependant augmenté et le NHC a émis son premier bulletin pour la dépression tropicale Neuf au nord des îles ABC. À 3 h UTC le 24, le système fut rehaussé à tempête tropicale Ian alors qu'il était à 625 km au sud-est de Kingston (Jamaïque). Des veilles et avertissements cycloniques ont été émis pour la Jamaïque et les îles Caïmans, puis pour Cuba.
À 9 h UTC le 26 septembre, le NHC a reclassé Ian comme un ouragan de catégorie 1 alors qu'il était à 150 km au sud-ouest des îles Caïmans dans des conditions très favorables à un développement rapide. Il est passé à 160 km à l'ouest des mêmes îles quelques heures plus tard et est devenu de catégorie 2 à 21 h UTC. Les alertes cycloniques sont étendues à la Floride.
Au cours de la nuit du 26 au 27 septembre, Ian est passé à la catégorie 3 supérieure. Le centre a frôlé l'ouest de l'île de la Jeunesse, puis touché la côte de Cuba près de La Coloma dans la province de Pinar del Río avec des vents de 205 km/h et une pression centrale de 952 hPa à 8 h 30 UTC. À 15 h UTC, il est passé dans le golfe du Mexique ayant légèrement faibli à cause de la friction lors de son passage sur Cuba après que sa pression minimale ait atteinte 947 hPa sur terre.
Après être passé à l'ouest des Keys de Floride, le 28 septembre à 9 h UTC, Ian a atteint la catégorie 4 à 125 km à l'ouest sud-ouest de Naples (Floride) et a continué à s'intensifier. Selon le rapport ultérieur du National Hurricane Center, il aurait même atteint la catégorie 5 à 12 h UTC. À 15 h UTC, le mur de l'œil de l'ouragan est entré sur terre près de Naples.
À 16 h UTC (midi local), le centre de l'ouragan a touché les îles de Sanibel et Captiva avec des vents soutenus de 250 km/h, devenant le premier ouragan de catégorie 4 à toucher le sud-ouest de la Floride depuis Charley en 2004 près du même endroit. Il a touché la côte floridienne à 20 h 35 UTC juste au sud  de Punta Gorda, légèrement moins fort.
Se déplaçant vers le nord-est sur terre, Ian a perdu rapidement de son intensité et de sa vitesse de déplacement. Il est redevenu une tempête tropicale à 9 h UTC le 29 à 70 km au sud-est d'Orlando (Floride). Le centre du système a émergé dans l'océan Atlantique au nord de Cap Canaveral entre 12 et 15 h UTC et les images satellites montrèrent qu'il était devenu un cyclone hybride, avec des caractéristiques frontales loin du centre. À 21 h UTC, Ian a repris de la vigueur sur le Gulf Stream et est redevenu un ouragan de catégorie 1 à 390 km au sud de Charleston (Caroline du Sud) et sa trajectoire a tourné vers le nord.
Le 30 septembre à 18 h 5 UTC, Ian a touché terre pour la troisième fois près de Georgetown (Caroline du Sud). Quelques heures plus tard, le NHC a reclassé le système en dépression des latitudes moyennes alors que la convection profonde avait cessé avec la perte de sa source d'énergie, l'océan Atlantique, ayant encore des vents soutenus de 110 km/h observés au large sur le radar météorologique.
À 3 h UTC le 1er octobre, l'ex-Ian beaucoup diminué était rendu dans le centre-sud de la Caroline du Nord montrant une forme classique de nuages en virgule d'une dépression mature sur l'imagerie satellitaire. Le NHC a émis son dernier bulletin à 9 h UTC, la dépression continuant de faiblir. L'essentiel des pluies associées était situé au nord et à l'ouest du front occlus dans les Appalaches à travers le Mid-Atlantic. Il s'est dissipé durant la nuit du 1er au 2 octobre sur le sud de la Virginie.

## Préparatifs

### Antilles
Le gouvernement jamaïcain a émis des veilles de tempête tropicale pour l'île de la Jamaïque le vendredi 23 septembre Watch Jamaica a également émis un avertissement d'inondation et des avertissements maritimes.
Le gouvernement des îles Caïmans a émis des veilles d'ouragan le même jour à 17 heures. Le Centre national des opérations d'urgence était passé en mode d'activation complète ainsi que les services d'urgence, le régiment des îles Caïmans et la garde côtière. Le gouverneur a demandé au Royaume-Uni de déployer des ressources militaires supplémentaires sur l'île pour les opérations d'aide humanitaire et de secours en cas de catastrophe. Le HMS Medway a ainsi été déployé aux îles Caïmans et des hélicoptères du service de police royal des îles Caïmans ont également été déployés pour aider à l'opération. La Royal Navy a également déployé son hélicoptère pour aider. Les écoles Les universités et les centres d'enseignement furent vendredi en fin de journée. Le 24 septembre, les veilles sont passées à avertissements. L'autorité aéroportuaire des îles Caïmans a fermé les aéroports le lendemain en après-midi.
Les autorités cubaines ont émis des ordres d'évacuation pour environ 50 000 personnes dans la province de Pinar del Río et ont installé environ 55 abris avant la tempête. Les médias d'État ont également déclaré que des mesures étaient prises pour protéger les denrées alimentaires et les récoltes dans les entrepôts. Les habitants ont enlevé les bateaux de pêche à La Havane et les employés de la ville ont inspecté et débouché les égouts pluviaux,.

### Sud-est des États-Unis
Amtrak a suspendu son service Auto Train du 27 au 28 septembre et a tronqué le Silver Star à partir 26 septembre en direction sud à Jacksonville (Floride). La neuvième audience publique du comité spécial de la Chambre des États-Unis sur l'assaut du Capitole par des partisans de Donald Trump le 6 janvier 2021 prévue pour le 28 septembre, a été reportée.

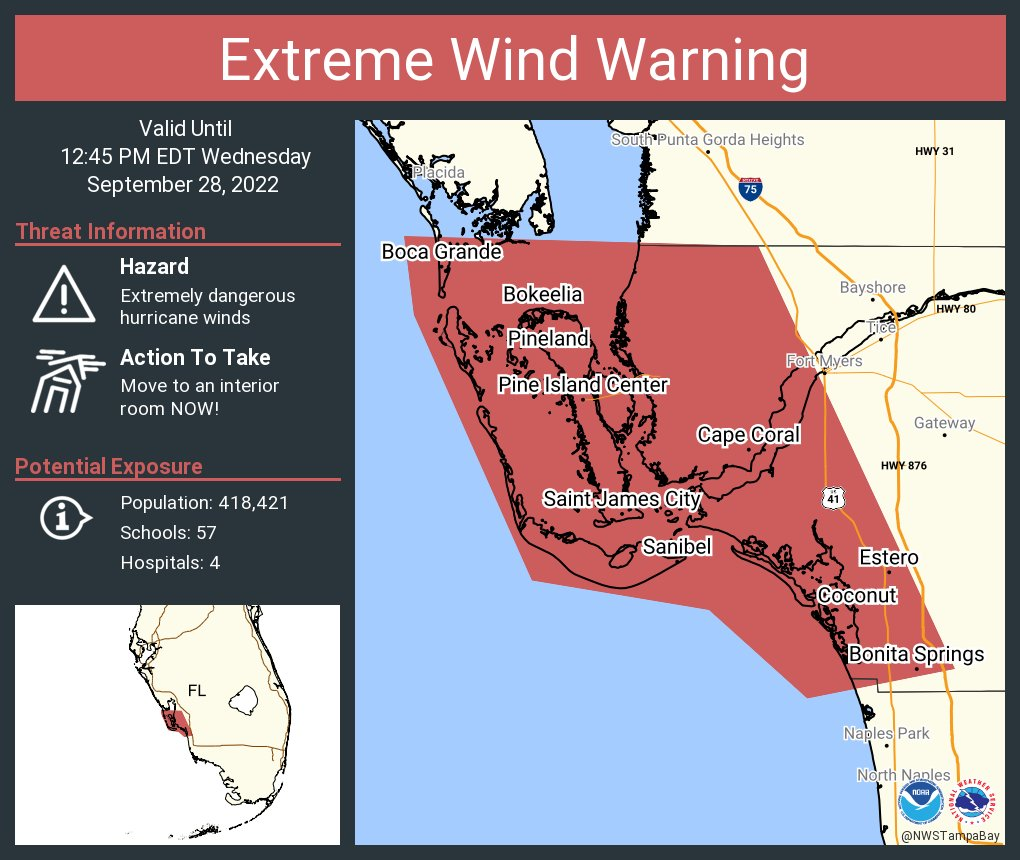
Avertissement de vents extrêmes émis par le bureau de Tampa du National Weather Service.

En Floride, dès le 24 septembre le gouverneur Ron DeSantis a déclaré l'état d'urgence pour tout l'État. Le même jour, le président Joe Biden a approuvé une déclaration d'état d'urgence pour la Floride. De plus, l' administration Biden a également déclaré une urgence de santé publique pour la Floride.
Par la suite, les écoles et universités de la région de Tampa Bay ont annoncé des fermetures, dont l'université du Sud de la Floride et l'Université de Tampa,. L'aéroport de St. Petersburg-Clearwater a été fermé. Le lancement de la mission Artemis 1 a été retardé en raison de la tempête. De nombreux aéroports et ports en Floride ont annoncé qu'ils suspendraient leurs opérations. Walt Disney World a déclaré que le parc d'attractions serait également fermé.
Environ 300 000 personnes pourraient être évacuées vers des abris temporaires en Floride. Le gouverneur a mobilisé 5 000 soldats de la garde nationale de l'État de Floride et demandé 2 000 autres à être sur le pied d'alerte dans les États voisins. Les fonctionnaires de Tallahassee et des villes voisines ont enlevé les débris et surveillé les lignes électriques et les systèmes d'eaux pluviales des villes pour s'assurer que les systèmes d'infrastructure étaient préparés et sécurisés. Le match de football universitaire entre les East Carolina Pirates et les South Florida Bulls a été déplacé de Tampa à Boca Raton. Les Buccaneers de Tampa Bay de la Ligue nationale de football ont déplacé les entraînements de Tampa à Miami.
En Géorgie, le gouverneur Brian Kemp a ordonné l'activation du State Operations Center le 26 septembre pour commencer les préparatifs en vue de l'impact de la tempête. De nombreux agriculteurs se sont préparés en désactivant les systèmes d'irrigation pour tenter d'assécher le sol et de récolter ce qu'ils pouvaient, car une grande partie de la récolte de coton de l'État n'a pas encore été récoltée. En Caroline du Sud, le match de football universitaire entre les Bulldogs de l'État de Caroline du Sud et les Gamecocks de Caroline du Sud, prévu le 1er octobre à midi a été reporté au 29 septembre à 19 h local à cause de la tempête. Le 29 septembre, les États de la Georgie, de la Caroline du Sud, de la Caroline du Nord et de la Virginie ont déclaré l’état d’urgence.

### Bahamas
Le déplacement vers l'est d’Ian ainsi que la taille croissante de l'ouragan ont incité le gouvernement des Bahamas à émettre un avertissement de tempête tropicale pour les îles de Bimini et Grand Bahama aux Bahamas tard le 27 septembre qui fut annulé la nuit du 29 quand le système est passé plus au nord.

## Conséquences
| Pays       | Région           | Morts | Dommages (Milliards $US de 2022) |
| ---------- | ---------------- | ----- | -------------------------------- |
| Cuba       | Pinar del Río    | 5     | 0,200                            |
| États-Unis | Floride          | 150   | 67                               |
| États-Unis | Caroline du Nord | 5     | 67                               |
| États-Unis | Virginie         | 1     | 67                               |
| Totaux     |                  | 161   | 67,2 (estimé à 113 par NOAA)     |

### Îles Caïmans
Ian a eu un impact minime aux îles Caïmans lorsque le centre de la tempête est passé bien à l'ouest. Quelques dizaines de millimètres de pluie et des rafales de vent allant jusqu'à 80 km/h ont été observés à Seven Mile Beach de Grand Cayman, ainsi que quelques inondations mineures causées par l'onde de tempête. Des dommages mineurs et des pannes de courant dispersées ont également été signalés.

### Cuba
Frappant l'ouest de Cuba la nuit du 26 au 27 septembre en tant qu'ouragan de catégorie 3, Ian a causé d'importants dégâts dans les provinces de Pinar del Río et de Mayabeque. Une rafale maximale de 208 km/h a été observée à San Juan y Martínez et il est tombé sur 24 heures 108 mm de pluie sur l'île de la Jeunesse. L'Institut cubain de météorologie situé à La Havane a signalé toujours des vents soutenus de 90 km/h) avec une rafale à 140 km/h) dans l'après-midi.
Des inondations importantes causées par l'onde de tempête se sont produites le long des côtes de la péninsule de Guanahacabibes et de l'île de la Jeunesse. Le courant a été coupé pour les 850 000 habitants de la province de Pinar del Río. Au petit matin du 28 septembre, la tempête a coupé l'électricité dans l'ensemble de Cuba après l'effondrement de son réseau électrique ce qui a laissé 11 millions de personnes sans électricité. Plus de 100 000 maisons ont été détruites dans la province de Pinar del Río, soit environ 60 % du total, selon les autorités. Les principaux dégâts concernaient les toits soufflés.
Cinq personnes ont été tuées à Cuba dont un homme de San Juan y Martínez qui a été électrocuté alors qu'il débranchait une éolienne utilisée pour irriguer son champ, une femme de 43 ans décédée lorsqu'un des murs de sa maison s'est effondré et deux techniciens qui ont eu un accident alors qu'ils travaillaient sur le réseau électrique dans les provinces d'Artemisa et de La Havane,,.

### États-Unis
Dans son rapport du 3 avril 2023, le National Hurricane Centre rapporte au moins 150 décès en Floride, la plupart dans les comtés où l'ouragan a touché la côte, 5 en Caroline du Nord et un en Virginie. Ceci compte les 7 morts noyés mais pas 11 disparus parmi les 27 migrants cubains dont le bateau a coulé au large de Stock Island (Floride) alors que 9 ont été secourus,. On a aussi rapporté un mort en Virginie.

#### Floride

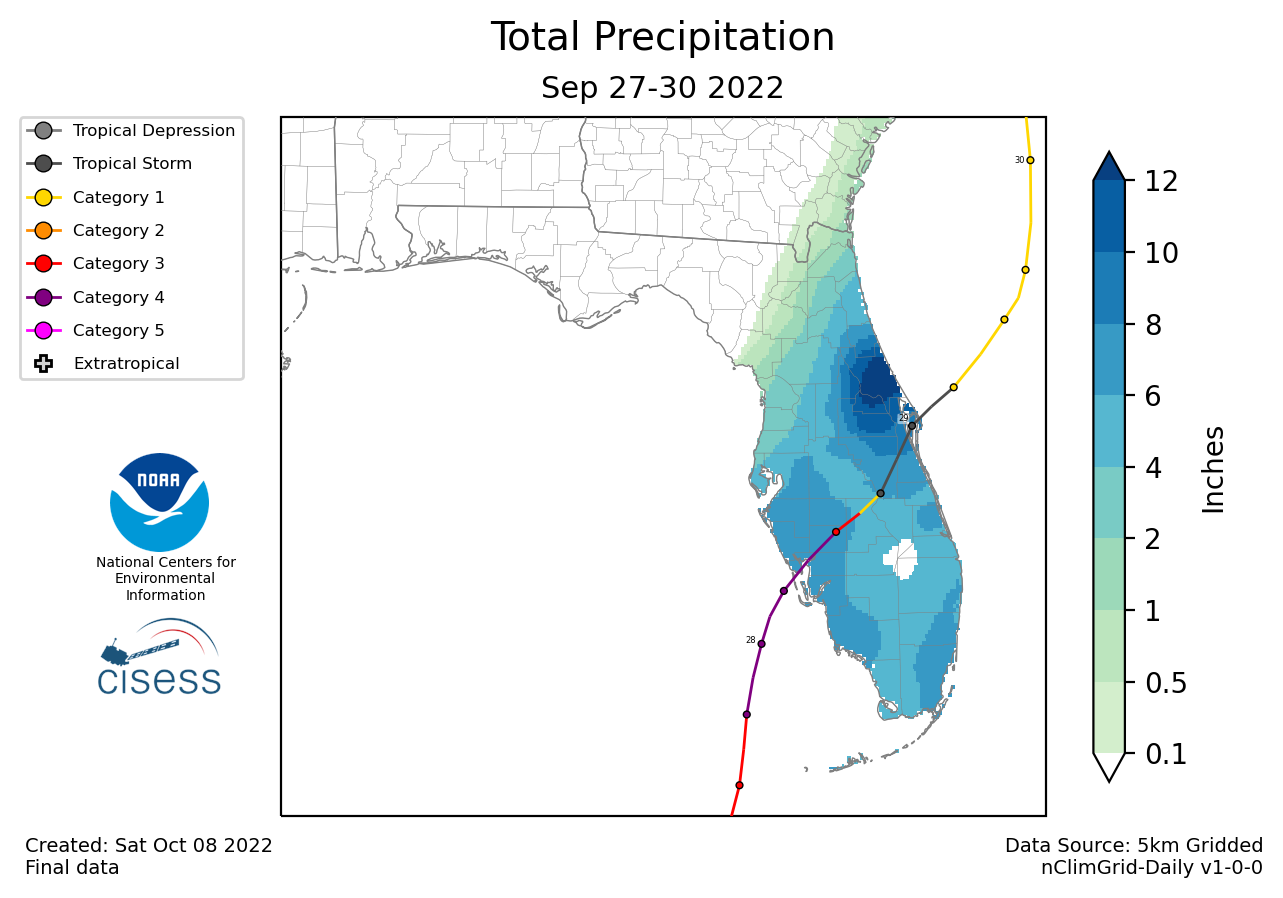
Carte des accumulations de pluie avec l'ouragan Ian en Floride

Le 28 septembre, au moins 1 800 000 personnes ont été privées d'électricité dans l'État, leur nombre passant à plus de 2,4 millions le lendemain,.
Des vents soutenus de force ouragan ont été confirmés à plusieurs endroits dans le sud-ouest de la Floride, y compris des rapports de rafales au sud-est de Cape Coral de 225 km/h, Punta Gorda avec 216 km/h et Port Charlotte avec 212 km/h,,. L'estimation préliminaire de la vitesse du vent soutenu au moment de toucher la côte de 240 km/h était à égalité pour la cinquième place pour la plus forte jamais enregistrée aux États-Unis et la quatrième plus élevée pour la Floride.
Bien qu’Ian ait touché terre dans le sud-ouest de la Floride, les accumulations maximales de pluie ont été enregistrées sur la côte nord-est à Ponce Inlet avec 801 mm. De même, la ville côtière de New Smyrna Beach a reçu près de 28,6 pouces (726 mm) de pluie en 27 heures. Presque tous les quartiers d'Orlando ont été inondés lorsque de nombreux lacs de la ville ont débordé sous les 14 pouces (356 mm) de pluie. Les villes de Union Park et Lake Mary ont chacune reçu plus de 16 pouces (406 mm) de pluie. Le centre spatial Kennedy a noté une rafale de vent pouvant de 174 km/h sur un anémomètre sur une tour parafoudre située à 139 m de la surface mais n'a seulement subit que des dommages mineurs à ses installations au sol.

##### Centre et nord-est
Des vents violents dans le comté d'Okeechobee ont causé des dommages mineurs à 113 structures, des dommages majeurs à 35 structures et la destruction de 2 structures. Le comté de Martin a signalé des dommages par le vent isolés, notamment à une maison mobile. Le long des rivages atlantiques, il y a eu de l'érosion et des centaines d'œufs de tortues marines ont été détruits ou dispersés à Fort Pierce. Ian a causé peu d'impacts structurels dans le comté d'Indian River bien que 76 000 m3 de sable ont été emportés par la tempête, le remplacement devant coûter près de 4 millions de dollars. Dans le comté d'Osceola, de graves inondations ont touché ou endommagé quelque 900 entreprises et 3 200 habitations La pire des inondations dans le comté s'est produite près du lac Center et dans certaines parties de Kissimmee et St. Cloud. Les rafales ont atteint 121 km/h dans le comté de Polk, causant des dommages mineurs à 799 structures et des dommages majeurs à 192 autres.
L'aéroport international d'Orlando a enregistré des rafales allant jusqu'à 119 km/h. Dans les comtés de Seminole, de Lake, de Volusia, des inondations importantes, dues au débordement des rivières, ont causé des dommages. Le long de la côte, l'onde de tempête a causé d'importants impacts sur les digues à proximité de Daytona Beach et aux plages dans le comté de Brevard.
Dans le nord-est, certaines parties de la « First Coast » ont connu des vents violents, de fortes pluies et une onde de tempête importante, rivalisant avec celle observée lors de l'ouragan Irma. Dans le comté de Flagler, cette dernière et la marée haute ont considérablement endommagé la jetée de Flagler Beach, rendu quelques routes côtières impraticables et inondé une maison ainsi que des bâtiments de laboratoire à Marineland et un restaurant à Bunnell. Les fortes pluies et l'onde de tempête dans le comté de Saint Johns ont inondé un certain nombre de routes à Saint Augustine et ont entraîné la fermeture temporaire du pont des Lions. Les eaux de crue ont pénétré dans certaines maisons du quartier Davis Shores de l'île Anastasia. Dans les comtés de Duval, Nassau et Putnam, plusieurs endroits ont signalé des inondations causées par l'onde de tempête, notamment le long de l'Intracoastal Waterway et dans le quartier Riverside de Jacksonville. Des pannes de courant généralisées et des dommages isolés causés par le vent se sont également produits, tels que la chute de plusieurs arbres à la base aéronavale de Jacksonville.

##### Sud-ouest

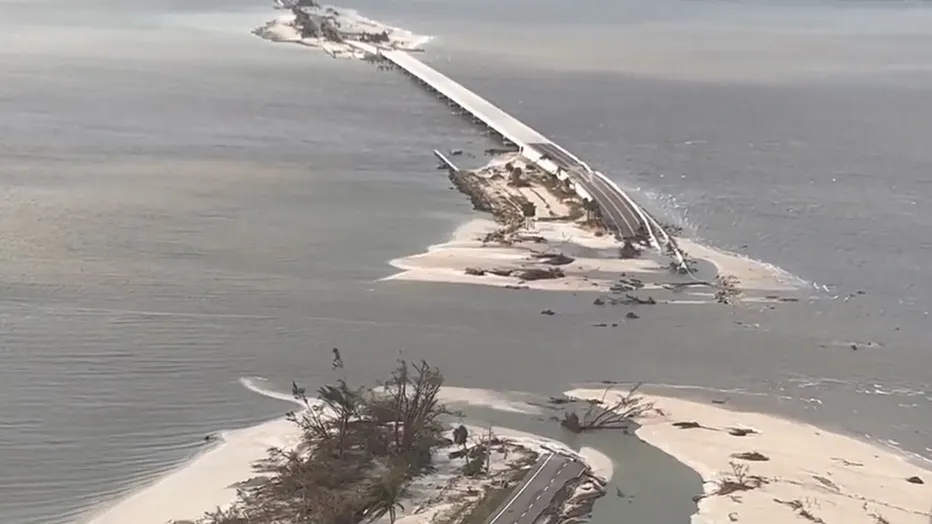
Chaussée de Sanibel coupée par l'ouragan.

L'onde de tempête est devenue une grave préoccupation pour le sud-ouest de la Floride. La prévision du National Hurricane Center le matin du 28 septembre se situaient entre 2,5 et 5,5 m pour le secteur de l'impact de l'ouragan, soit bien au-dessus du niveau catastrophique d'inondation,,. Les vents ont entraîné un bris généralisé des poteaux électriques, des arbres ou de leurs branches, des panneaux de signalisation et des feux de circulation ce qui a entraîné de grandes difficultés pour la venue des secours.
À Naples, la montée des eaux côtières a piégé les gens et a suscité de nombreux appels au sauvetage. L'eau est entrée par le rez-de-chaussée et plusieurs stationnements ainsi qu'une caserne de pompiers ont été complètement inondés, endommageant considérablement la quasi-totalité des équipements et des voitures. La baie d'ambulance et l'héliport d'un hôpital du nord de la ville a connu les mêmes effets. Les dommages à Naples ont été estimés à 1,5 milliard $US. Outre Naples, Ian a causé plus de 2,2 milliards de dollars de dommages dans les autres municipalités du comté de Collier, comme Marco Island et Everglades City, détruisant ou endommageant 3 515 commerces et résidences.

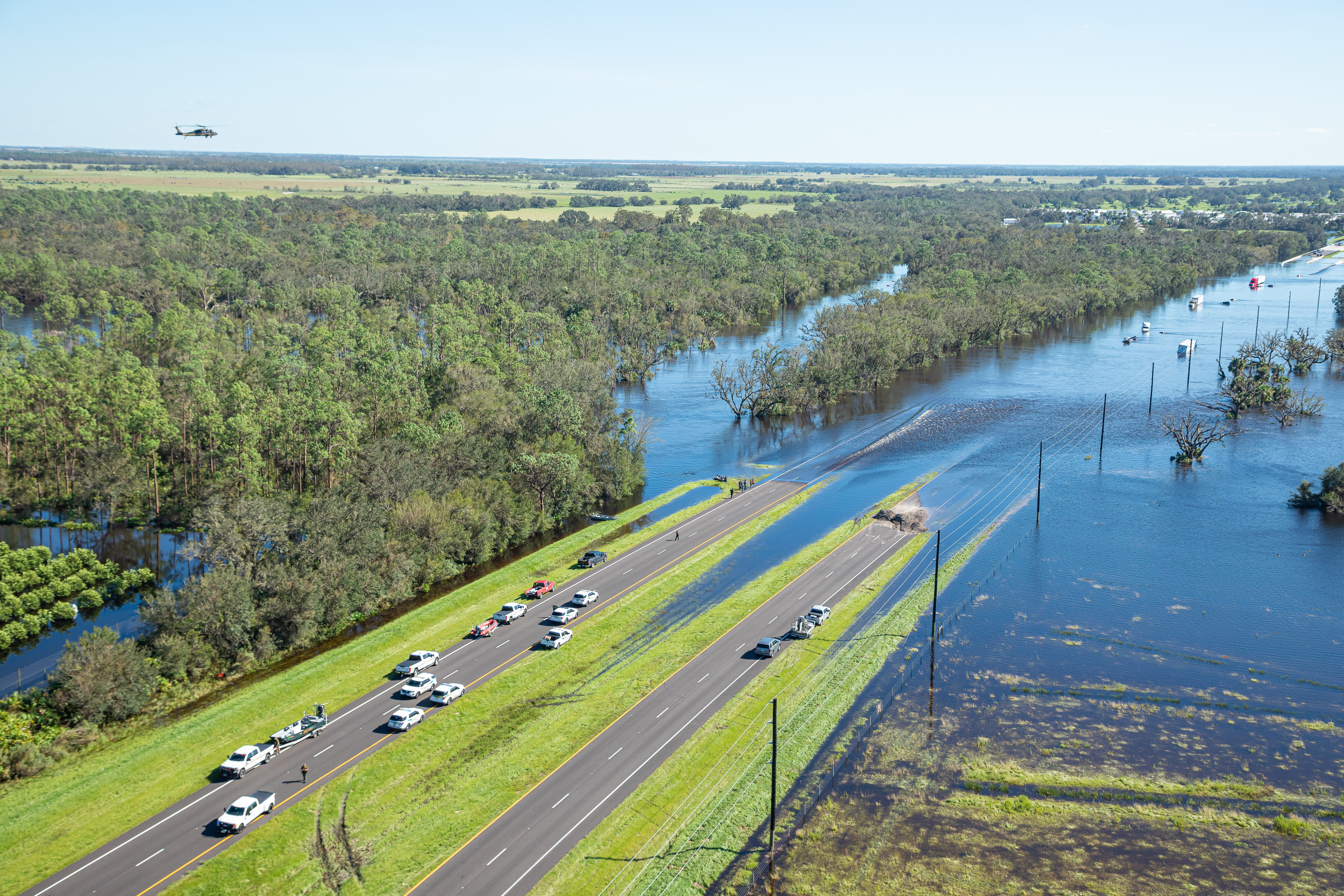
Autoroute inondée.

Plusieurs sauvetages ont eu lieu tout le long de la côte sud-ouest pour sauver des gens surpris par l'onde de tempête. Plus à l'intérieur des terres, de 1 à 2 m d'eau couvraient des portions de la route US 41 près de Carnestown. Une grande partie de la chaussée de Sanibel a été emportée pendant l'ouragan, coupant tout accès à l'île barrière. L'ouragan a aussi endommagé le pont reliant Pine Island au continent, un pont provisoire a été ouvert le 5 octobre. Les deux structures furent éligibles aux fonds fédéraux de réhabilitation des ponts.
La majorité des décès ont été signalés dans le comté de Lee par noyade, qui comprend les zones durement touchées de Fort Myers, Sanibel et Pine Island. L'accès à la plage de Fort Myers a été restreint pour permettre aux autorités d'enquêter sur les décès et de préserver les scènes de crime potentielles. Plusieurs arrestations avaient été effectuées pour pillage,. L'onde de tempête et les vents violents, ont causé des dommages à 52 514 bâtiments dont des dommages mineurs à 16 314, des dommages majeurs à 14 245 et la destruction de 5 369 pour une estimation préliminaire des dommages de 6,8 milliards $US. Le comté de Lee a également connu une forte augmentation des infections et des décès dus à des bactéries mangeuses de chair qui vivent dans l'eau saumâtre chaude. Au 18 octobre, 29 malades et quatre décès avaient été enregistrés depuis le passage d’Ian en raison d'une infection par Vibrio vulnificus, dont au moins un provenait de l'extérieur de l'État,.

##### Sud-est et Keys

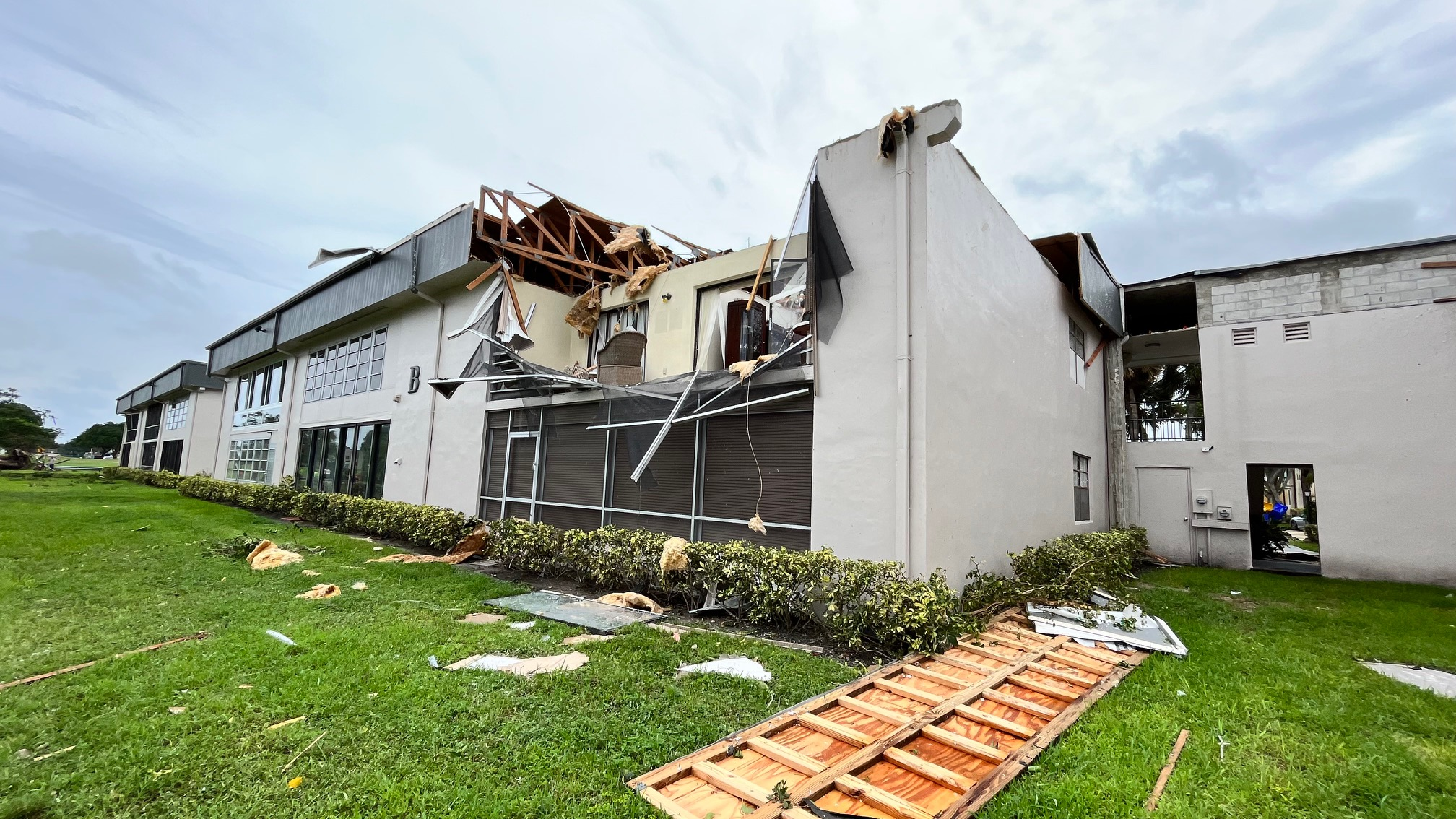
Dommages à Kings Point, comté de Palm Beach, par une tornade EF2.

Le 27 septembre, 11 tornades ont été signalées dans le sud de la Floride à l'approche de l'ouragan, dont l'une a gravement endommagé plus de 15 avions et plusieurs hangars à l’aéroport de North Perry dans le comté de Broward,,. La ville de Key West a enregistré sa troisième plus importante onde de tempête depuis 1913 ce soir-là. Des vents de force tempête tropicale ont été observés à l'aéroport de Key West. Les inondations côtières dans cette ville ont touché 93 maisons, 38 subissant des dommages importants et 55 autres subissant des dommages mineurs. Les résidents d'environ 24 unités familiales de ce quartier ont fui leurs habitations en raison de la montée des eaux de crue. De plus, un incendie allumé pendant la tempête a détruit 14 unités commerciales et 14 résidentielles.
Le côté sud-ouest de Stock Island a signalé plusieurs rues impraticables et d'importants dommages causés par les inondations aux hangars et aux dépendances. Des impacts similaires se sont produits sur les îles au nord jusqu'à Big Pine Key. Les inondations causées par l'ondes de tempête ont brièvement rendu certaines rues impraticables, tandis que les vents ont provoqué des pannes de courant. Dans les Keys, l'ouragan a arraché environ 150 navires de leurs amarres.
Comme les rafales de vent n'auraient pas dépassé 97 km/h dans la région du Gold Coast, seulement des dommages mineurs causés par le vent y ont été signalés, à part ceux des 11 tornades mentionnées antérieurement.

#### Carolines et Virginie

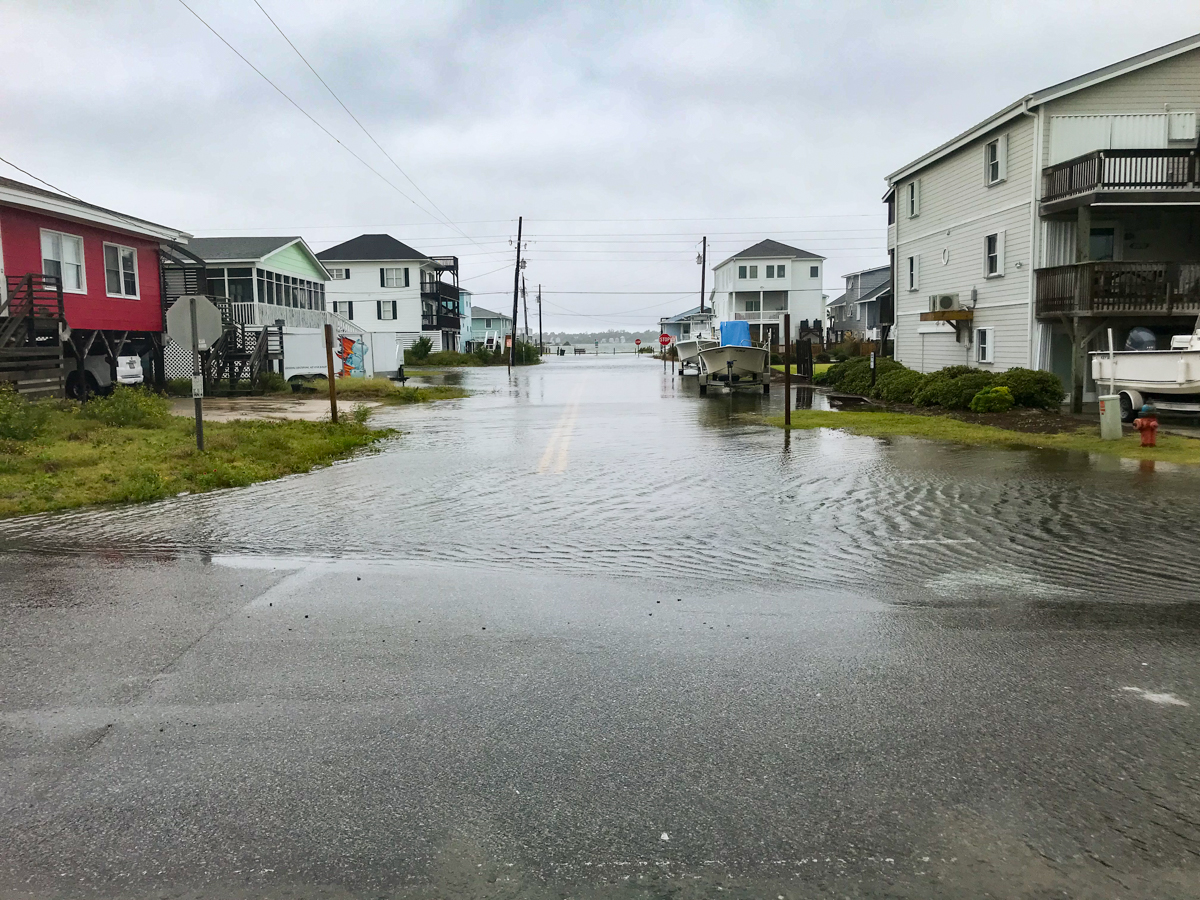
Inondations à Topsail Beach (Caroline du Nord) le 30 septembre.

Environ 450 000 clients ont perdu l'électricité dans ces trois États. Un marégraphe à Myrtle Beach en Caroline du Sud a atteint 10,77 pouces (27,4 cm), battant le record établi par l'ouragan Isaias deux ans auparavant.

#### Ailleurs
Une dépression côtière a absorbé l'humidité de l'ex-Ian et a donné des précipitations de longue durée et des vents violents sur la côte atlantique au nord-est de la Virginie. Des inondations côtières se sont produites au New Jersey avec Sea Isle City recevant jusqu'à 207 mm entre le 1er et le 3 octobre,. Les précipitations ont atténué les conditions de sécheresse dans une grande partie de l'État.

## Secours

### Cuba
Une rare demande d'aide d'urgence aux États-Unis a été approuvée par Joe Biden le 30 septembre après une demande d'aide de Cuba. L'Union européenne a annoncé une enveloppe de 1 million d'euros d'aide tandis que le ministère des Relations extérieures, du Commerce international et du Culte d'Argentine a envoyé des pilules pour la potabilisation de près d'un million de litres d'eau via la « Commission des Casques blancs »,. Le gouvernement du Japon a également envoyé de l'aide à Cuba par le biais de son Agence de coopération internationale (JICA).

### États-Unis
Le gouvernement de Floride a émis un bulletin le 2 octobre pour faire le point sur la situation. Il est mentionné que plus de 1 600 sauvetages ont été effectués par plus de 1 000 membres de l'équipe de recherche et sauvetage dans 14 comtés, aidés de 5 200 soldats de la Garde nationale de Floride. La Garde nationale et la Garde côtière utilisent des hélicoptères sur des îles barrières de la côte sud-ouest durement touchés par Ian. Plusieurs sites d'aide sont devenus opérationnels, distribuant de la nourriture, de l'eau et de la glace aux populations locales. Le gouverneur Ron DeSantis a également souligné le début de l'exonération de la taxe sur le carburant et que 42 000 monteurs de lignes travaillaient à rétablir le courant.
L'Agence fédérale de gestion des urgences (FEMA) a annoncé le 5 octobre qu'elle avait approuvé plus de 70 millions de dollars pour les efforts de rétablissement des survivants en Floride. Environ 500 000 personnes restaient toujours privées d'électricité et d'autres d'eau potable.

## Records et Statistiques
Ian est le 3e cyclone tropical le plus coûteux sur le bassin Atlantique après Katrina (2005) et Harvey (2017).
Ian a touché terre trois fois comme ouragan : à la catégorie 3 à Cuba tôt le 27 septembre, l'après-midi du 28 septembre en Floride à la catégorie 4 et 2 jours plus tard en Carolines du Sud en catégorie 1. En 2022, il était à égalité au cinquième rang des ouragans les plus puissants à toucher les États-Unis par la force de ses vents soutenus, à égalité 7 autres tempêtes. Sa pression minimale de 936 hPa en faisait le neuvième plus profond pour une tempête frappant la Floride, derrière entre autres Michael en 2018 (919 hPa et Andrew en 1992 (922 hPa mais tout aussi dévastateur que ces derniers,.

## Retrait
Le 29 mars 2023, lors de la 45e session annuelle du comité des cyclones tropicaux de l'Organisation météorologique mondiale (OMM), le nom Ian a été officiellement retiré des listes futures à cause des dégâts causés à l'ouest de Cuba et le sud-est des États-Unis. Il sera remplacé par Idris pour la saison de 2028. Ian est le quatorzième prénom débutant par la lettre I retiré depuis le début des années 1950.